# Herbert Braun
Herbert Wilhelm Braun (* 4. Mai 1903 in Warlubien (Westpreußen); † 27. August 1991 in Mainz) war ein deutscher evangelischer Theologe und Professor für Neues Testament. Er gilt als Bultmann-Schüler und Qumran-Experte. Der Theologe Braun sieht Gott als spezifische Form der Mitmenschlichkeit, als Chiffre eines zwischenmenschlichen Geschehens. Sein bekanntestes Werk ist Jesus – Der Mann aus Nazareth und seine Zeit (1969).

## Leben
Herbert Braun wurde 1903 als Sohn eines Volksschullehrers in Warlubien geboren. Er besuchte das Gymnasium Marienwerder und bestand Ostern 1922 die Abiturprüfung.
Er studierte ab 1922 an der Albertus-Universität Königsberg, der Eberhard Karls Universität Tübingen und der Universität Rostock Evangelische Theologie. 1929 wurde er an der Friedrichs-Universität Halle von Ernst von Dobschütz, als dessen Assistent er gearbeitet hatte, zum Lizenziaten promoviert.
Er arbeitete von 1930 bis 1931 als Pfarrer an St. Maria Magdalena in Friedrichshof (Ostpreußen) (Rozogi), 1931 bis 1940 an der Kirche in Lamgarben (Garbno) und 1940 bis 1945 in Evangelischen Pfarrkirche in Drengfurth (Srokowo). 1937 wurde er wegen seines Engagements für die Bekennende Kirche inhaftiert.
Nach der Flucht aus Ostpreußen wurde er 1946 Pfarrer in Magdeburg. Ab 1947 war er zuerst Dozent, dann Professor für Neues Testament an der Kirchlichen Hochschule Berlin. Hier zeichnete sich sein Unterricht vor allem durch ein starkes Interesse an religionsgeschichtlichen Fragestellungen aus.
Von 1953 bis zu seiner Emeritierung 1968 war er Ordinarius für Neues Testament an der Evangelisch-Theologischen Fakultät der Johannes Gutenberg-Universität Mainz. Er war der akademische Lehrer von Luise Schottroff, die bei ihm habilitierte. 1971 sollte sie Braun auf dessen Lehrstuhl nachfolgen, was durch ein Veto der Professorenvertreter im Berufungsausschuss wurde verhindert wurde.

## Lehre
Braun gehört zu den Schülern Rudolf Bultmanns. Sein Schwerpunkt war die Herausarbeitung derjenigen ethischen Besonderheiten, die den Menschen Jesus von Nazaret in Leben und Lehre von allen anderen vorausgegangenen und zeitgenössischen ethischen Lehren und Vorbildern unterscheiden. Abgegrenzt wird der historische Jesus dabei von seinem jüdischen Umfeld, der urchristlichen Gemeinde und den hellenistischen Strömungen seiner Zeit.
Ein Basissatz seiner Theologie lautet: „Es ist der irdische Jesus, der seine Hörer dazu befreit hat, sich als von Gott Geliebte und Angenommene anzusehen und so fähig zu werden, andere zu lieben.“
Nach Bultmanns Auffassung hat Braun die existentiale Interpretation der Bibel am konsequentesten durchgeführt. Braun sehe im Wirken Jesu seine Worte als das Entscheidende. „Diese lehren die paradoxe Einheit der radikalisierten Thora und der radikalen Gnade, der verschärften Forderung und der schrankenlosen Annahme des Menschen als Sünder, die ‚Kontrapunktik‘ der Offenheit für den Nächsten und der totalen Angewiesenheit des Menschen auf Gott.“
An der Universität Mainz fand am 13. Februar 1964 eine Debatte zwischen Herbert Braun und Helmut Gollwitzer statt. Das Thema war die Frage nach dem Sein Gottes. Braun sieht Gott als spezifische Form der Mitmenschlichkeit, als Chiffre eines zwischenmenschlichen Geschehens. Ein die Welt des Menschen transzendierendes Ansichsein Gottes kann es nach Auffassung Brauns nicht geben, weswegen er die Bezeichnung „A-Theismus“ für seine Theologie akzeptiert. Diese Position sei aber nicht mit den verbreiteten Positionen des Atheismus gleichzusetzen. Gollwitzer setzt Brauns Auffassung entgegen, dass Gott selbst Subjekt einer Beziehung zum Menschen sei. Menschliche Beziehungen bekämen erst durch den Bezug zu Gott ihre besondere zwischenmenschliche Qualität. Der Satz „Gott ist Liebe“ ist für Gollwitzer nicht umkehrbar („Die Liebe ist Gott“). Eine Liebe zu Gott oder ein Gebet seien ohne ein Subjekt „Gott“ nicht möglich.

## Publikationen

### Jesus, der Mann aus Nazareth und seine Zeit (1969)
In dreizehn Kapiteln gibt Herbert Braun eine umfassende allgemeinverständliche Darstellung der ethischen und theologischen Bedeutung der Lehre des Menschen Jesus.
Kapitel 1: Die Vorgegebenheiten
Herbert Braun situiert den Menschen Jesus in den politischen und religiösen Verhältnissen seiner Zeit. Das Leben des palästinensischen Judentums ist geprägt von Apokalyptik und Pharisäismus.
- Die Apokalyptik hat hinsichtlich des Zeitrahmens, der Messiasvorstellung und der Heilsvollendung eine beträchtliche Variationsbreite.
- Der Pharisäismus überträgt die Priester-Gesetze der Thora auf alle frommen Laien und gestaltet die Rahmenvorschriften kasuistisch aus, besonders die rituelle Reinheit.
- Die pharisäische Ethik ist von Bescheidenheit, Unterstützung der Armen und strenger Sexualmoral geprägt. In Notsituationen tritt der fromme Jude für seine Religion mit seiner Existenz ein. Vor Gott als personifiziertem Gesetz hofft der fromme Jude beim Gericht auf Barmherzigkeit, die an sein Sündenbekenntnis und seine Buße gebunden ist.

Um das Jesusbild der Evangelien zu verstehen, muss man auch den hellenistisch-orientalischen Einfluss berücksichtigen, der die jüdische Tradition überlagert. Die griechische Vorstellung des theios aner (göttlicher Mann), eines weisen Heilers, Vorstellungen von Heilbringern, Naturgottheiten, Heroen und göttlichen Herrschern (Apotheose) beeinflussen die jüdische Messias-Erwartung. Ergebnis dieser Einflüsse sind etwa die Vorstellungen von Wundern bei der Geburt, von der Geburt aus einer Jungfrau, einer Himmelfahrt und einer Erscheinung nach dem Tod.
In den gnostischen Strömungen geht es um ein Aufgehen des menschlichen Bewusstseins in Gott, bei der die Personalität des Einzelmenschen und das Ichbewusstsein in der Verschmelzung mit dem „universal“ gedachten Geist aufgehoben wird.
Kapitel 2: Die Quellen
Die synoptischen Evangelien sind keine neutralen Geschichtsquellen, sondern Bekenntnisse mit missionarischem Anspruch innerhalb der antiken Weltanschauung. Daher müssen sie historisch-kritisch untersucht werden. Am weitesten entfernt vom historischen Jesus ist das Evangelium nach Johannes, aber auch die Synoptiker gestalten die Lebensgeschichte nach bestimmten Absichten. Besonders die Äußerungen Jesu sind schwer zu rekonstruieren, da auch prophetische Weisungen als Worte Jesu angesehen wurden. Die formgeschichtliche Untersuchung zeigt beispielsweise, dass der Umfang des Redekomplexes Rückschlüsse auf die Redaktion (Überarbeitung) zum Zweck der Gemeindebelehrung erlaubt: je ausführlicher der Redekomplex, desto intensiver die redaktionellen Veränderungen und Anpassungen an die aktuelle Situation der Gemeinde.
Auch Einzelworte können nach der Form analysiert werden, dabei gelten Äußerungen als möglich, die dem jüdischen Sprachstil entsprechen. Für die schwierigere inhaltliche Untersuchung ist ein hermeneutischer Zirkel unvermeidbar. Als Kriterium für die Zuordnung von Äußerungen zu einem historischen Jesus gilt, dass die Grenzen des jüdischen Denkens überschritten werden. Das gilt beispielsweise für die Feindesliebe.
Kapitel 3: Die Biografie
Die Geburt Jesu liegt eher in der Zeit des Herodes als der Volkszählung. Bethlehem als Geburtsort wird aufgrund von Micha 5,1–3 gewählt. Die Umstände der Geburt sind legendenhaft und in Anlehnung an hellenistisch-orientalische Heilsbringergestalten ausgeformt. Dass Jesus Geschwister hatte und von Johannes dem Täufer getauft wurde, ist wahrscheinlich. Jesus entsprach nicht der jüdischen Messiasvorstellung, da er sich an einer politischen Befreiung wenig interessiert zeigte. Er forderte auch keine Anerkennung einer Messiaswürde. Diese wird von der Urgemeinde in das Leben zurückprojiziert und als geheime Offenbarung dargestellt. Jesus ist kein Asket. Er hat Freunde unter den Sündern, sein Lebenswandel wird von den gesetzestreuen Juden kritisch betrachtet.
Seine Sprache ist aramäisch, bildhaft, einprägsam, ursprünglich nicht als Geheimbelehrung gedacht. Seine Wundertaten sind niemals Strafwunder, sondern oft medizinische Heilungen, die dem Zeitgeist nach als Dämonenaustreibungen verstanden wurden. Die Naturwunder und Totenerweckungen sind Ausschmückungen. Es entspricht dem zu seiner Zeit Üblichen, dass Jesus eine Jüngerschar um sich sammelte. Ihre Darstellung wird bis zu Lukas hin immer stärker idealisiert, zugleich wird der Kontrast zu Jesus verstärkt. Die Jünger bilden keine Kirche.
In der Passionsgeschichte scheint der Kreuzestod sicher. Das letzte Abendmahl erscheint als Rückverlegung, die hellenistische Sakramentalität passt nicht in ein palästinensisches Umfeld. Die Gethsemane-Szene ist offenkundig erfunden, ebenso wie die Verhandlung vor dem Sanhedrin. Der Kreuzestod wird zunehmend triumphaler ausgestaltet. Die Grablegungsgeschichte widerspricht dem jüdischen Brauch des Umgangs mit Verurteilten. Die Motive der Umgestaltung liegen darin, ein Vorbild des Martyriums zu schaffen, die Juden zugunsten der Römer zu belasten und das Herrenmahl vor dem Sterben einzusetzen. Bei den Synoptikern hat der Tod noch keinen Sühnecharakter.
4. Der Horizont der letzten Dinge
Jesu jüdisch apokalyptische Naherwartung einer Königsherrschaft Gottes und eines Menschensohnes wird im Laufe der Traditionsgeschichte auf Jesus selbst bezogen. Der spätjüdische Auferstehungsglaube ist bei Jesus nachvollziehbar. Jesu Anliegen ist aber eigentlich eine Schärfung der Verantwortlichkeit. Diese Verantwortlichkeit ist unabhängig von der Frage eines wirklichen apokalyptischen Endes der Geschichte und einer Auferstehung.
5. Die Bekehrung
In Übereinstimmung mit der jüdischen Tradition ist die Ethik Jesu eine des Handelns. Bekehrung bedeutet dementsprechend eine Wendung des Willens zum Gehorsam, kein religiöses Erlebnis. Bekehrung ist die Anerkennung der totalen Verpflichtung und der uneingeschränkten Angewiesenheit des Menschen. Die Entscheidung hat Vorrang vor allen persönlichen Bindungen. Der echte Gehorsam handelt nicht heteronom, sondern aus Einsicht und aus der Situation heraus. Der Gehorsam wird damit aus den formalen und juridischen Bezügen herausgenommen. Der Rigorismus des kompromisslosen Anspruchs führt nicht zur Diskriminierung anderer, da der Gehorsame sich als grenzenlos Beschenkter erfährt. Daher ist jedes vergleichende Messen fremder Leistung und ein Sichzusprechen eigener autonomer Leistung ungerechtfertigt.

## Zitat
Es ist der irdische Jesus, der seine Hörer dazu befreit hat, sich als von Gott Geliebte und Angenommene anzusehen und so fähig zu werden, andere zu lieben.“

## Schriften (Auswahl)
- Gesammelte Studien zum Neuen Testament und seiner Umwelt. Mohr (Siebeck), Tübingen 1962; 2., durchges. u. erg. Auflage 1967.
- Spätjüdisch-häretischer und frühchristlicher Radikalismus: Jesus von Nazareth und die essenische Qumransekte (2 Bände) (= Beiträge zur Historischen Theologie, 24). Mohr, Tübingen 1969.
- Jesus – Der Mann aus Nazareth und seine Zeit. Kreuz, Stuttgart 1969; 3. Taschenbuch-Auflage Gütersloher Verlagshaus Mohn, Gütersloh 1978, ISBN 3-579-03870-2.
- Predigten. Kreuz, Stuttgart 1970.
- Wie man über Gott nicht denken soll. Tübingen 1971.
- Neues Testament und christliche Existenz. Mohr, Tübingen 1973.
- Eine Verleitung zu christlich ungewöhnlichen Gedanken. In: Walter Jens (Hrsg.): Der barmherzige Samariter. Kreuz, Stuttgart 1973, ISBN 3-7831-0413-0, S. 39–51.
- An die Hebräer (= Handbuch zum Neuen Testament. Bd. 14). Mohr, Tübingen 1984, ISBN 3-16-144869-3.